# Molly Windsor
Molly Windsor (* 19. Juni 1997 in Nottingham) ist eine britische Filmschauspielerin.

## Leben
Molly Windsor wurde bereits im Kindesalter schauspielerisch geschult und bekam 2009 ihre erste Hauptrolle im Channel 4-Fernsehfilm The Unloved. Sie nahm dann am Förderprogramm The Television Workshop für junge Schauspieler teil. Für ihre Darstellung der Holly Winshaw im BBC-Dreiteiler Three Girls – Warum glaubt uns niemand? wurde sie 2018 mit dem BAFTA Award als beste Schauspielerin ausgezeichnet. Ab 2019 spielte sie die Hauptrolle der Emma Hedges in der Krimiserie Traces.

## Filmografie (Auswahl)
- 2009: The Unloved
- 2010: Oranges and Sunshine
- 2012: When the Lights Went Out
- 2017: Three Girls – Warum glaubt uns niemand? (Three Girls)
- 2018: The Runaways
- 2019: Cheat – Der Betrug (Miniserie)
- 2019: Make Up
- 2019–2021: Traces (Fernsehserie, 12 Folgen)